# Keraudrenia collina
Keraudrenia collina är en malvaväxtart som beskrevs av Karel Domin. Keraudrenia collina ingår i släktet Keraudrenia och familjen malvaväxter. Inga underarter finns listade i Catalogue of Life.